# Embia pallida
Embia pallida is een insectensoort uit de familie Embiidae, die tot de orde webspinners (Embioptera) behoort. De soort komt voor in Soedan.
Embia pallida is voor het eerst wetenschappelijk beschreven door Ross in 1951.